# محمد بن حسين الخليفة
'الشيخ محمد' بن الشيخ حسين ((الكبير)) بن محمد بن خليفة بن حسين بن سعد الخليفة آل إبن سعد اللومة ((اللويمي)) (1863 - 21 يونيو 1929) (1280 - 14 محرم 1348) فقيه جعفري أحسائي سعودي عاش معظم حياته في النصف الثاني من القرن الرابع عشر الهجري. ولد في المبرز بالأحساء في عائلة اثناعشرية معروفة ونشأ بها وبدأ دراسته الدينية فيها على هاشم بن أحمد السلمان الموسوي، ثمّ سافر إلى النجف في العراق عام 1883 لإكمال دراسته لدى أساتذة منهم محمد طه نجف وفتح الله الإصفهاني وعلي بن حسين الخاقاني، ومكث فيها مدة عشرين عامًا أو تزيد واستمرّ في دراسته حتى نال درجة الاجتهاد، ثمّ عاد إلى مسقط رأسه عام 1903 مدرسًا ومبلغًا دينيًا، واستقرّ بها حتى وفاته عن عمر يناهز 65 عامًا. له رسالات فقهية وبعض مؤلفات منها رسالات في الوقف والرضاع والوضوء والزكاة والردّ على الركنية، تعليقة على كتاب تبصرة المتعلّمين للعلّامة الحلّي وكتاب في علم الكلام ، مجموعة من المسائل بينه وبين المرجع محمد بن عبد الله العيثان في علم الكلام الإسلامي وكانت له مطارحات ومناظرات علمية معه.

## سيرته
ولد محمد بن حسين بن محمد بن خليفة آل خليفة الأحسائي المبرزي في مدينة المبرز بالأحساء سنة 1280 هـ/1863 م ونشأ بها. وآل خليفة في الإحساء أسرة مسلمة اثناعشرية علمية معروفة وموطن هذه الأسرة في الأحساء بمدينة المبرز. درس أولًا فيها على يد علمائها منهم هاشم بن أحمد السلمان الموسوي وغيره. ثم سافر إلى العراق لإكمال دارسته حدود سنة 1300 هـ/1883 م ونزل مدينة النجف ومكث فيها مدة عشرين عامًا أو تزيد وحضر خلالها دروس السطوح وأبحاث الخارج العليا فقهًا وأصولًا لدى أساتذة منهم محمد طه نجف وفتح الله الإصفهاني وعلي بن حسين الخاقاني. وأجازه مشايخه الثلاثة.

عاد إلى وطنه في حدود سنة 1321 هـ/1903 م. كان يقوم في مدينة المبرز بالإرشاد والتوجيه الديني وكانت له حلقة دراسية وله مطارحات ومناظرات علمية مع معاصره المرجع محمد بن عبد الله العيثان.

توفي في مسقط رأسه مدينة المبرز بالأحساء عصر اليوم 14 محرم 1348 هـ عن عمر يناهز 65 عامًا. ودفن في مقبرة العلماء شرق محلة الشعَّبَة فيها.

## حياته الشخصية
بعد عودته من النجف في سنة 1321 هـ/1903 م قد تزوج هو ابن ثلاثين عامًا بابنة هاشم السلمان الموسوي وانجب منها حسين وصادق وطاهر وبنت واحدة تزوجها ابن عمها عبد الله بن محسن بن حسين.

توفي والده حسين بن محمد في سنة 1322 هـ/ 1904 م.

## مؤلفاته
- تعليقه على كتاب تبصرة المتعلمين ، في الفقه، للعلامة الحلي
- رسالة في الرد على الركنية
- رسالة فقهية في الرضاع
- رسالة فقهية في الوضوء والزكاة
- رسالة فقهية في الوقف
- كتاب في علم الكلام: مجموعة من المسائل بينه وبين المرجع محمد بن عبد الله العيثان في علم الكلام .